# Municipio de Leavenworth
El municipio de Leavenworth (en inglés: Leavenworth Township) es un municipio ubicado en el condado de Brown en el estado estadounidense de Minnesota. En el año 2010 tenía una población de 287 habitantes y una densidad poblacional de 3,13 personas por km².

## Geografía
El municipio de Leavenworth se encuentra ubicado en las coordenadas 44°14′34″N 94°47′45″O / 44.24278, -94.79583. Según la Oficina del Censo de los Estados Unidos, el municipio tiene una superficie total de 91.63 km², de la cual 90,97 km² corresponden a tierra firme y (0,72 %) 0,66 km² es agua.

## Demografía
Según el censo de 2010, había 287 personas residiendo en el municipio de Leavenworth. La densidad de población era de 3,13 hab./km². De los 287 habitantes, el municipio de Leavenworth estaba compuesto por el 99,65 % blancos y el 0,35 % eran de una mezcla de razas. Del total de la población el 0 % eran hispanos o latinos de cualquier raza.